# Tabernella
La tabernella (o tavernella o pentolaccia) è la tradizione diffusa nell'arcidiocesi di Lucca di posticipare il termine dei festeggiamenti di carnevale alla prima domenica di Quaresima invece che al Martedì Grasso.

## Storia

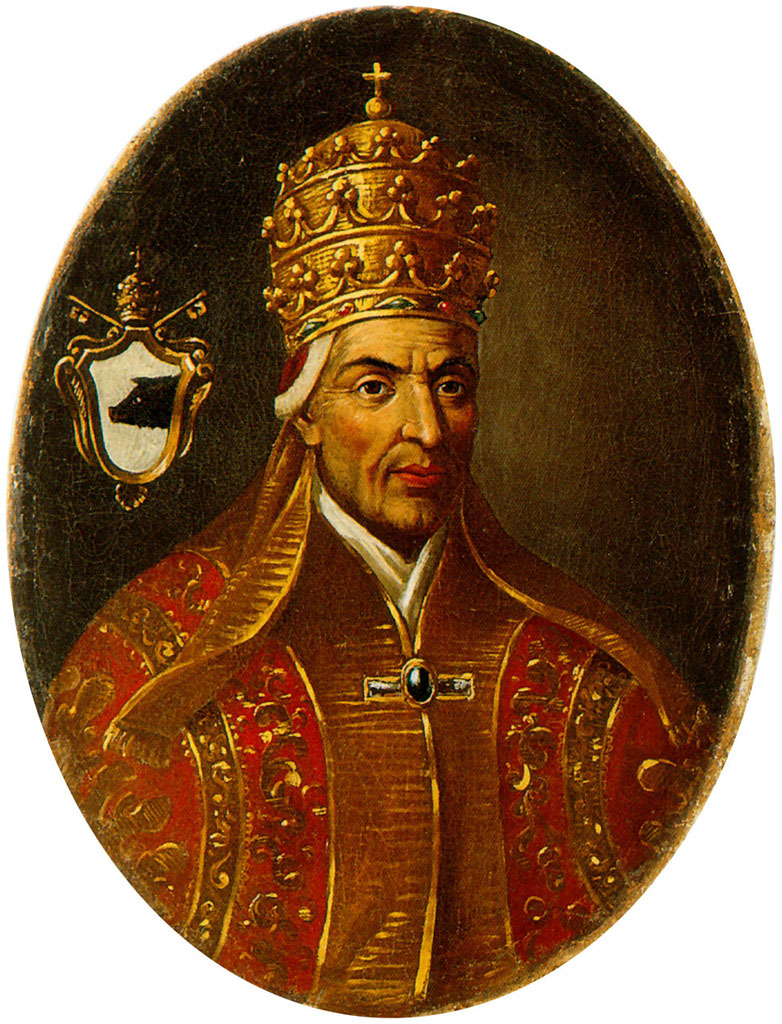
Papa Alessandro II

### Origini

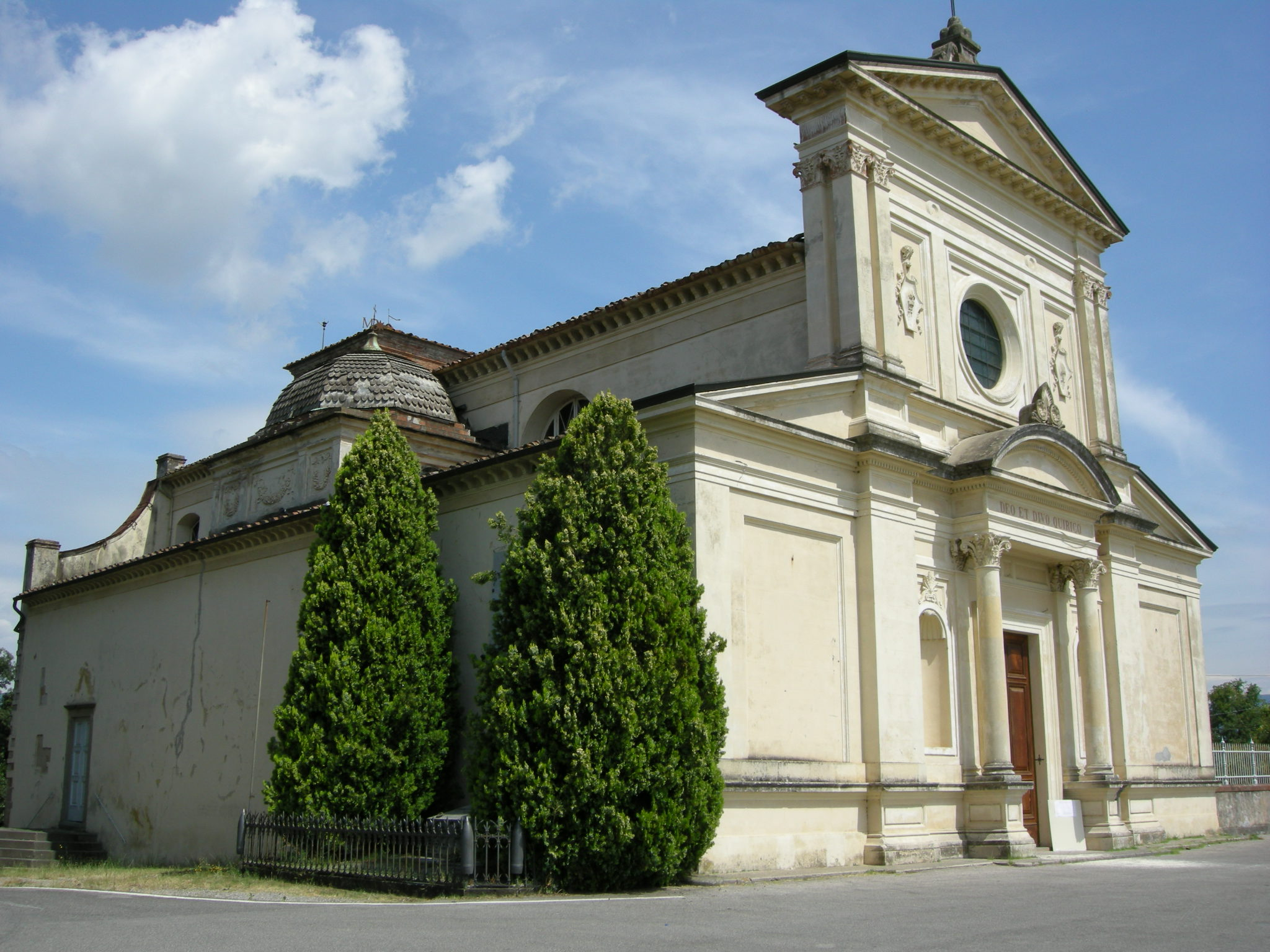
Chiesa di San Quirico in Monte San Quirico

Le prime testimonianze di tale tradizione, di origine medioevale, si possono trovare negli scritti di padre Bartolomeo Beverini (Annales Lucienses, XVII secolo) e del Fiorentini (Memorie della contessa Matilde di Canossa). 
Alla base di questa ricorrenza c'è la leggenda, riportata da vari autori, che sia stata istituita da papa Alessandro II nel 1061. La versione riportata nel 1888 in una rivista storica curata da Giuseppe Pitrè è la seguente: 
Narra la leggenda che in questo giorno, otto secoli fa il vescovo Anselmo discendeva dal colle di Monte San Quirico, paesetto sulla destra del Serchio, a pochi passi da Lucca, dov’era stato a consacrarne la chiesa: e già si trovava sulla riva del fiume, quando ad un tratto vide venirsi incontro i legati romani, che gli recavano le insegne papali, e lo proclamavano Pontefice. Anselmo, a tale inaspettata novella, colmo di esultanza, si curvò ed empitesi ambe le mani di rena, la gettò al vento, promettendo altrettante indulgenze, quanti eran que’ granelli di sabbia, a tutti coloro che in tal giorno si fosser recati a visitar la chiesa di Monte San Quirico; e da questo fatto ebbe origine la festa che si celebra tutti gli anni lassù, col nome Tabernella. Ma per quanto strano e curioso, è un fatto, che le feste religiose, in cambio di eccitare alla pietà e alla devozione, come vorrebbero, dando occasione ai raduni, ai banchetti e agli spettacoli, finiscono col riuscire una cosa tutta affatto mondana. Ora ai Lucchesi, che si trovavan sempre storditi dal frastuono carnevalesco e che non s’erano ancor levati la voglia, non parve vero di coglier il pretesto da quella festa, per passare un altro giorno allegramente. E così coll’andar degli anni la prima Domenica di Quaresima doventò presso di noi, alla barba del calendario, l’ultima domenica di Carnevale: che da un’osteriuccia (in latino Taberna) sul ponte della Freddana (torrente che sbocca nel Serchio), dove anticamente tutti quelli che accorrevano alla festa di Monte San Quirico si adunavano e banchettavano, si chiamò Domenica della Tabernella.»
( Giovanni Giannini, Il Carnevale nel contado lucchese, in Giuseppe Pitrè (a cura di), Archivio per lo studio delle tradizioni popolari, Volume 7, Palermo, 1888.)

Cesare Salvi riporta in un articolo dello stesso anno:
( Cesare Salvi, La Tavernella, in L'Esare, Volume 60 anno II, 1888.)
In uno studio del 2004 di Luca Ricci si conclude che:
A ciò provvide per lungo tempo una piccola taverna che si trovava in località "Marinella" sul versante del colle che dalla chiesa scende alla Freddana: quel punto di ristoro era chiamato appunto Tavernella. Da qui anche il nome popolare della ricorrenza e, nell'espressione "Andare alla Tavernella", la gente comprendeva l'aspetto sacro e quello profano della festa, tanto che è diventato molto diffuso il detto: "Nel dì della Tavernella si schicchera e si sfrittella".»
( Luca Ricci, La chiesa di Monte San Quirico, in Atti dell'Accademia lucchese delle Scienze, Lettere e Arti, Seconda serie, Tomo XXXI, Lucca, 2004.)
Altri studiosi suggeriscono che tale evento sarebbe avvenuto il 9 marzo 1063, giorno della consacrazione della chiesa di Monte San Quirico e data nella quale Anselmo, già eletto papa, ricevette finalmente la notizia che la sua nomina era stata legittimata anche dai suoi avversari e che poteva quindi rientrare a Roma. 
L'indulgenza concessa a seguito dell'elezione di Alessandro II presso la chiesa di Monte San Quirico è attestata da fonti storiche. 

### Attualità

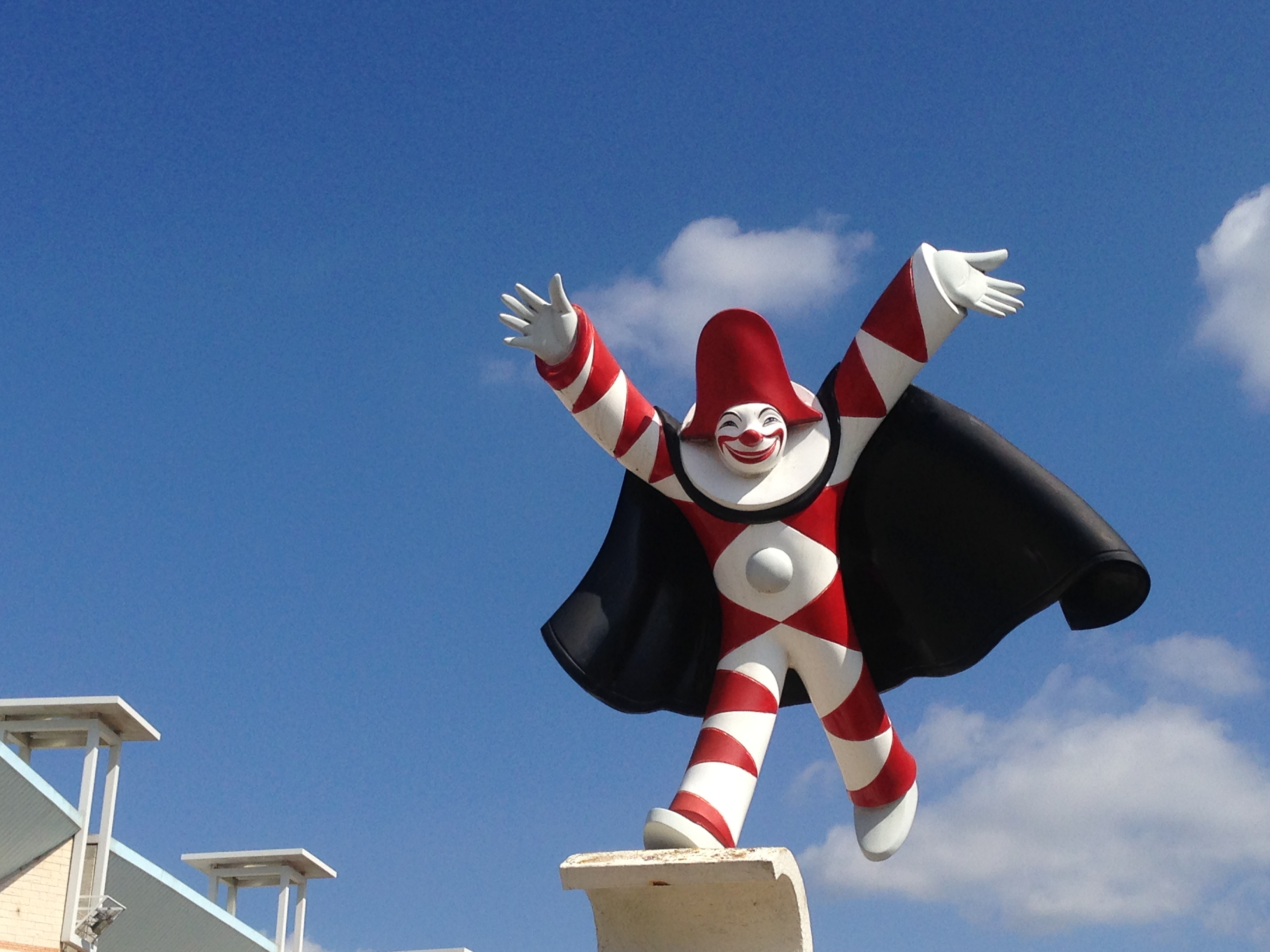
Burlamacco, maschera ufficiale del Carnevale di Viareggio

Dal 1994 la Fondazione Carnevale, ente organizzatore del Carnevale di Viareggio, ha deciso di adottare l'antica tradizione della Tabernella, prolungando il termine dei festeggiamenti carnevaleschi alla prima domenica di Quaresima invece che al Martedì Grasso, come era avvenuto fin dall'origine dell'evento viareggino. 
Nel 2025 il piazzale antistante alla Chiesa di San Quirico in Monte San Quirico è stato intitolato ad Anselmo da Baggio. 

## Cultura di massa
Nella provincia di Lucca è diffuso il proverbio: "Per la Tabernella si schicchera e si sfrittella", cioè: "Per la Tabernella si mangiano dolci (chicchi in dialetto lucchese) e frittelle".